# Flawless
Flawless (Portugal: O Destino de um Ex-Combatente / Brasil: Ninguém é Perfeito) é um filme de comédia dramática policial dos Estados Unidos de 1999 realizado por Joel Schumacher, que também escreveu o roteiro. Estrelado por Robert De Niro e Philip Seymour Hoffman, outros membros do elenco incluem Daphne Rubin-Vega e Wilson Jermaine Heredia.

## Resumo
Walter Joontz (Robert De Niro) é um segurança reformado, ultraconservador e cheio de orgulho, que vive na cidade de Nova Iorque.
Num certo dia, ao tentar ajudar um vizinho seu em dificuldades, Walter recebe uma pancada que o deixa com paralisia parcial do corpo. Negando-se a deixar o apartamento em que vive, Walter concorda com um programa de reabilitação que o vai ajudar na sua longa caminhada, que inclui aulas de canto com um artista que mora no mesmo apartamento, mas em cima: uma drag queen de nome Rusty (Philip Seymour Hoffman).

## Elenco
- Robert De Niro como Walter Koontz
- Philip Seymour Hoffman como Rusty
- Barry Miller como Leonard Wilcox
- Chris Bauer como Jacko
- Wilson Jermaine Heredia como Cha-Cha
- Daphne Rubin-Vega como Tia
- Rory Cochrane como Pogo
- Jude Ciccolella como Detetive Noonan
- Mina Bern como Mrs. Spivak
- Penny Balfour como Cristal
- Victor Rasuk (não creditado) como menino do bairro
- Richie Lamontagne  coom Carmine o garoto da pizza
- Luis Saguar como Mr. Z

## Trilha sonora
1. "Planet Love" – Taylor Dayne  (Allee Willis; Bruce Roberts)
2. "Half-Breed" – Cher (Al Capps; Mary Dean)
3. "Lady Marmalade" (Live) – Patti LaBelle (Bob Crewe; Kenny Nolan)
4. "When the Money's Gone" – Bruce Roberts (Bruce Roberts; Donna Weiss)
5. "G.A.Y." – Geri Halliwell (Geri Halliwell; Watkins; Wilson)
6. "When Will You Learn" – Boy George (G. O'Dowd; John Themis; Mike Koglin)
7. "La Chica Marita" – Marcus Schenkenberg (J. Beauvoir; T. Catania)
8. "Turn Me Over" – Wonderbox (Monica Murphy)
9. "Lady Marmalade" – All Saints (Bob Crewe; Kenny Nolan)
10. "Sidewalk Talk" – John "Jellybean" Benitez (Madonna)
11. "Can't Stop Love" – Soul Solution (Bobby Guy; Ernie Lake)
12. "Give It to Me" – Drama Kidz (Danny Sullivan; E. Holterhoff; Jellybean)
13. "The Name Game" – Shirley Ellis (Lincoln Chase; Shirley Ellis)
14. "Whenever You Fall" – Taylor Dayne (Taylor Dayne; B.G. Craziose; Ernie Lake; Janice Robinson)
15. "The Neighborhood" – Bruce Roberts; Gohl; Sarah McLachlan (Bruce Roberts)
16. "Tia's Tango" – Bruce Roberts; Gohl; Sarah McLachlan (Bruce Roberts)
17. "Luciano" – Bruce Roberts; Gohl; Sarah McLachlan (Bruce Roberts)

## Produção
Hoffman considera De Niro para ser o ator mais imponente que ele já havia trabalhado junto, notando como De Niro teve a capacidade durante as filmagens de "ouvir" a ele como um ator, e por sua vez, fazendo Hoffman responder de forma semelhante por causa de seu estilo único de agir. Hoffman sentiu que a sua exposição a esse nível de agir melhorou profundamente suas próprias habilidades como ator.
A fala de Rusty "Custa muito para parecer tão barato" é uma fala pessoal de Dolly Parton.
O rosto do ator Robert De Niro ficava dolorido após tensionar os músculos de sua garganta para os diálogos das cenas após o derrame.

## Recepção
Rotten Tomatoes indica que 44% dos críticos deram a Flawless uma crítica positiva, com uma classificação média de 5,2/10, e uma leitura de consenso: "performances irregulares, estereotipadas".
Hoffman foi elogiado pela crítica por sua capacidade de evitar clichês em fazer um papel tão delicado. Todd VanDerWerff elogiou o calor do seu retrato de Rusty, comentando que "o trabalho de Hoffman é calmo, comovente e humanista, e fornece o filme com um núcleo que Schumacher não ganha remotamente. Não importa; este é mais um filme digno de ser visto quase que inteiramente para o trabalho titanic que Hoffman faz perto de seu centro". Roger Ebert destacou Hoffman como "um dos melhores novos atores de personagens", observando que ele era "capaz de assumir um papel de flamboyant e encontrar os detalhes tranquilos nele".
Hoffman recebeu um Screen Actors Guild Award nomeação para Melhor Ator Principal.

## Ficha técnica
Título Original: Flawless
- Género: Drama
- Tempo de Duração: 112 minutos
- Ano de Lançamento (EUA): 1999
- Site oficial: http://www.mgm.com/flawless/index2.html
- Estúdio: Tribeca Productions
- Distribuição: Metro-Goldwyn-Mayer Distributing Corporation / UIP
- Direcção: Joel Schumacher
- Argumento: Joel Schumacher
- Produção: Jane Rosenthal e Joel Schumacher
- Música: Bruce Roberts
- Direcção de Fotografia: Declan Quinn
- Desenho de Produção: Jan Roelfs
- Direcção de Arte: Sarah Knowles
- Guarda-Roupa: Daniel Orlandi
- Edição: Mark Stevens